# Limbach-Oberfrohna
Limbach-Oberfrohna är en stad i Landkreis Zwickau i förbundslandet Sachsen i Tyskland. Staden har cirka 24 000 invånare.
Staden ingår i förvaltningsområdet Limbach-Oberfrohna tillsammans med kommunen Niederfrohna.

## Personligheter
- Kunz von Kaufungen